# ويلارد ليبي
ويلارد ليبي (Willard Libby) هو كيميائي وفيزيائي أمريكي ولد في جراند فالي بكولورادو في 17 ديسمبر 1908 وتوفي في 8 سبتمبر 1980 بلوس أنجلوس.
تحصل على بكالوريوس علوم من جامعة كاليفورنيا في بيركلي سنة 1931 وتحصل على الدكتوراة سنة 1933. طوّر ليبي في حقبة الثلاثينات تقنية صناعة عداد غايغر. خلال الحرب العالمية الثانية عمل على مشروع مانهاتن في جامعة كولومبيا مع هارولد يوري. في سنة 1945 أصبح بوفسورا في جامعة شيكاغو وفي سنة 1959 أصبح بوفسور كيمياء في جامعة كاليفورنيا في بيركلي.
تحصل سنة 1960 على جائزة نوبل في الكيمياء وذلك لقيادته الفريق الذي اكتشف طريقة التأريخ بالكربون المشع.

## روابط خارجية
- ويلارد ليبي على موقع الموسوعة البريطانية (الإنجليزية)
- ويلارد ليبي على موقع مونزينجر (الألمانية)
- ويلارد ليبي على موقع ميوزك برينز (الإنجليزية)
- ويلارد ليبي على موقع إن إن دي بي (الإنجليزية)